# Sophie Reinhard

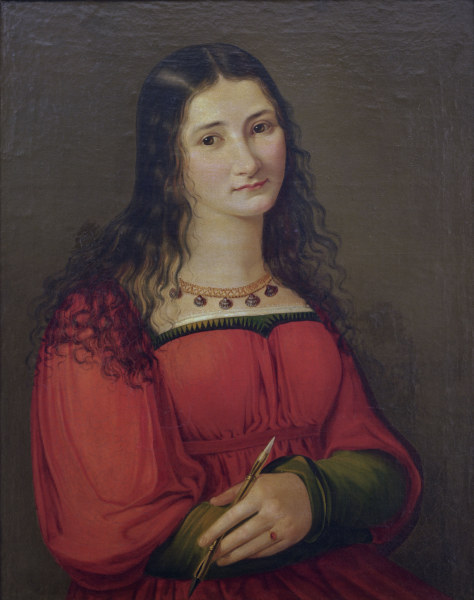
Vermeintliches Selbstbildnis von Sophie Reinhard, um 1812. Tatsächlich handelt es sich wahrscheinlich um Bianca Milesi.

Sophie Reinhard (* 9. Juni 1775 in Kirchberg; † 17. Dezember 1844 in Karlsruhe) war eine deutsche Malerin.

## Familie
Reinhard war eine Tochter des späteren Staatsrats Maximilian Wilhelm Reinhard (1747–1812) und dessen Frau Jacobina (geborene Pasterts). Der badische Spitzenbeamte Wilhelm Reinhard war ein Bruder. Der badische Geheimrat Johann Jacob Reinhard war ihr Großvater.

## Leben
Sie war eine Schülerin des Karlsruher Galeriedirektors Philipp Jakob Becker und des Münchner Galeriedirektors Johann Christian von Mannlich. Studienreisen führten sie 1808/09 nach Wien – mit ihren Münchner Freunden Albrecht Adam und Margarethe Geiger, die dort am 4. September 1809 an Typhus starb – und von 1810 bis 1814 zusammen mit Jakob Wilhelm Huber nach Italien, mit Aufenthalten in Rom und Neapel. Vom Großherzog von Baden erhielt sie ab 1813 ein jährliches Künstlergehalt von 800 Gulden und wurde so Großherzoglich Badische Hofmalerin. Sie musste dafür auf Wunsch Zeichenunterricht geben und Arbeiten dem Hofe abliefern.
Ihr Werk umfasst biblische und regionalgeschichtliche Stoffe sowie italienische Genreszenen. Mehrfach illustrierte sie literarische Stoffe, so die Alemannischen Gedichte von Hebel. In der Karlsruher Kunstausstellung war sie 1823 mit Markgräfin Anna von Baden speist Arme und teilt Arzneien aus, einer Komposition nach dem Gedicht Beruhigung an Frida von Aloys Schreiber, und dem Aquarellbild Tod des Torquato Tasso sowie 1825 mit dem Historienbild Christoph I., Markgraf von Baden, weist die Gesandten Kaiser Maximilians I. ab und einer Heiligen Familie vertreten. Wie diese Beispiele zeigen, war Reinhard in den 1820er Jahren bekannt und geschätzt. Nach 1829 nahm sie jedoch an den Karlsruher Ausstellungen nicht mehr teil. In der Kunstsammlung des Freiherrn C. F. L. F. von Rumohr befand sich eine Bleistiftzeichnung von ihr, die eine Büste des heil. Joseph nach einem Gemälde Joh. van Eyck zeigte. Sie starb unverheiratet.

## Veröffentlichungen
- Sophie Reinhard: Zehn Blätter nach Hebels Alemannischen Gedichten. Componirt und radirt von Sophie Reinhard. Heidelberg : Mohr und Winter, 1820 (digital.blb-karlsruhe.de).